# خوسيه مانويل إسترادا
خوسيه مانويل إسترادا (بالإسبانية: José Manuel Estrada)‏ هو محامي وسياسي أرجنتيني، ولد في 13 يوليو 1842 في بوينس آيرس في الأرجنتين، وتوفي في 17 سبتمبر 1894 في أسونسيون في باراغواي. انتخب عضو مجلس النواب في الأرجنتين.